# Julio de Brunswick-Luneburgo
Julio de Brunswick-Luneburgo (también conocido como Julio de Braunschweig; 29 de junio de 1528 - 3 de mayo de 1589), un miembro de la Casa de Welf, fue duque de Brunswick-Luneburgo y príncipe reinante de Brunswick-Wolfenbüttel desde 1568 hasta su muerte. A partir de 1584, también gobernó sobre el principado de Calenberg. Abrazando la Reforma Protestante, fundando la Universidad de Helmstedt, e introduciendo una serie de reformas administrativas, Julio fue uno de los duques de Brunswick más importantes en la era moderna temprana. 

## Biografía
Nacido en la corte principesca de Wolfenbüttel, Julio era el hijo menor superviviente del belicoso duque Enrique V de Brunswick-Luneburgo (1489-1568) y de su consorte María (1496-1541), hija del Conde suabo Enrique de Wurtemberg. Su padre, un devoto católico, había acrecentado significativamente los territorios de su Principado de Wolfenbüttel en la disputa de la diócesis de Hildesheim, pero poco después entró en un fiero conflicto con la Liga de Esmalcalda que casi le cuesta la pérdida de su principado, hasta que las fuerzas protestantes fueron finalmente derrotadas en la Batalla de Mühlberg de 1547.
Como uno de los hijos menores, Julio se esperaba que siguiera una carrera clerical. Estudió en las universidades de Colonia y Leuven. Comenzó un Grand Tour a través de Francia en 1550 y empezó a construir una colección personal de libros, la base de la posterior Biblioteca Duque Augusto en Wolfenbüttel. A instancias de su padre, Julio fue elegido príncipe-obispo de Minden, por el capítulo catedralicio el 23 de abril de 1553, sucediendo a Franz von Waldeck. Nunca recibió la confirmación papal, no obstante, y renunció después de solo un año.
En 1552 el padre de Julio, el duque Enrique V, se había unido a la alianza principesca contra el no menos belicoso margrave Hohenzollern Alberto Alcibiades de Brandeburgo-Kulmbach. Durante la Segunda Guerra del Margrave, ambas partes se encontraron en la batalla de Sievershausen de 1553, donde ambos hermanos mayores de Julio murieron en combate. De repente, se convirtió en heredero del principado —para despecho de su padre, quien notaba su débil constitución y sus simpatías por la cultura francesa y por la fe Protestante—. Julio evitó un conflicto abierto y temporalmente se retiró a su residencia en el castillo de Hessen. Como todos los planes de excluirlo de la línea de sucesión fracasaron, sucedió como Príncipe reientante de Brunswick-Wolfenbüttel a la muerte de su padre en 1568. Se trasladó al castillo de Wolfenbüttel.

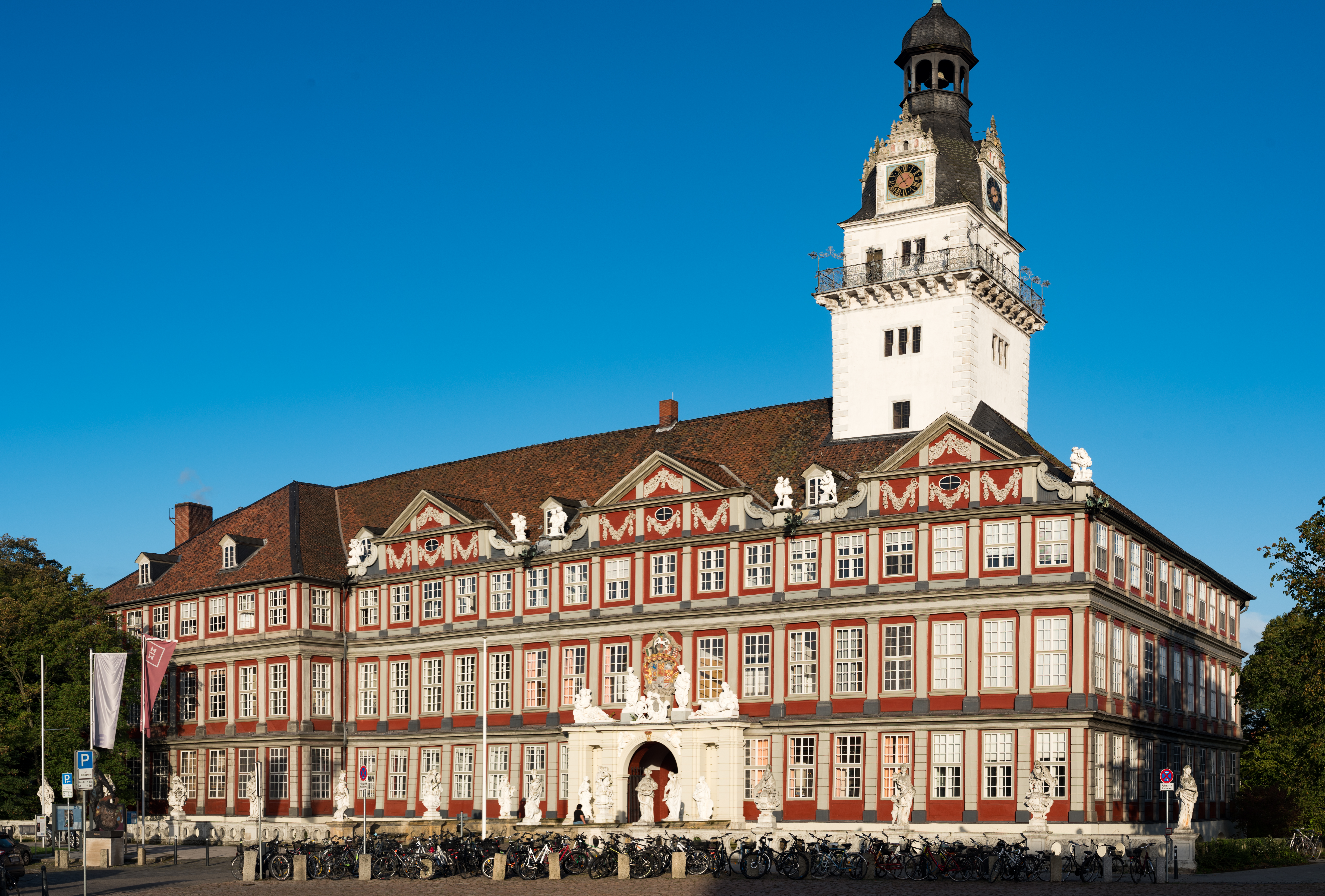
Castillo de Wolfenbüttel.

Julio sin embargo resultó ser un gobernante capaz. Inmediatamente introdujo la Reforma e instituyó una reforma impositiva que mejoró los derechos de los granjeros en relación con los nobles. También fundó una milicia —cada cabeza de familia fue requerido tener su propia arma y participar en entrenamiento militar— y reformó el sistema judicial. Julio también entró en un acuerdo en el conflicto latente con la ciudad Hanseática de Brunswick en 1569, según el cual los ciudadanos reconocieron su señorío; sin embargo, las disputas entre el ducado y la Ciudad continuaron.
Por sus políticas mercantilistas, el duque Julio promovió el comercio y especialmente la minería. La minería de cobre y plomo florecieron en las montañas del Harz, y muchas nuevas minas abrieron. El propio Julio escribió un libro sobre el uso de la marga. Para permitir la comercialización de productos mineros, Julio invirtió en la mejora de carreteras y ríos. En 1577 el río Oker fue hecho navegable entre la cordillera del Harz y las armerías en Wolfenbüttel. El 15 de octubre de 1576, Julio inauguró solemnemente la Academia Julia, la primera universidad del estado en Helmstedt, destinada a enseñar al clero protestante para el recién reformado estado de acuerdo con el orden luterano. Como príncipe protestante, firmó tanto la Fórmula de la Concordia de 1577 como el Libro de la Concordia tres años más tarde.
En 1581, adquirió el palazzo Ca' Vendramin Calergi en el Gran Canal en Venecia, una de sus favoritas ciudades para visitar. Pagó 50.000 ducados por el palazzo a la familia Loredan, quienes estaban en dificultades financieras en ese tiempo. No obstante, lo vendió solo dos años más tarde al duque Guglielmo Gonzaga de Mantua. Julio también hizo que el arquitecto holandés Hans Vredeman de Vries diseñara una red de canales (grachten) en su residencia en Wolfenbüttel.
Julio acrecentó sus territorios con la adquisición del exclave oriental de Calvörde en 1571 y partes del condado de Hoya en 1582. A la muerte de su primo güelfo, el duque Erico II de Brunswick-Luneburgo en 1584, heredó el principado de Calenberg. Murió en 1589 y fue sucedido por su hijo mayor Enrique Julio.

## Familia

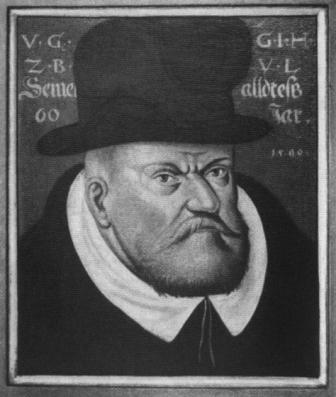
Duque Julio de Brunswick, retrato de 1590.

Julio contrajo matrimonio con Eduviges (1540-1602), una hija menor del Elector Joaquín II Héctor de Brandeburgo, el 25 de febrero de 1560. Ellos tuvieron los siguientes hijos que alcanzaron la madurez:
- Sofía Eduviges (1561-1631), desposó al duque Ernesto Luis de Pomerania-Wolgast.
- Enrique Julio (1564-1613)
- María (13 de enero de 1566 - 13 de agosto de 1626), desposó el 10 de noviembre de 1582 al duque Francisco II de Sajonia-Lauenburgo.
- Isabel (1567-1618), desposó al Conde Adolfo XI de Holstein-Schauenburg-Pinneburg y al duque Cristóbal de Brunswick-Harburg.
- Felipe Segismundo, príncipe-obispo de Osnabrück (1568-1623).
- Joaquín Carlos, Preboste de Estrasburgo (1573-1615).
- Dorotea Augusta, Abadesa de Gandersheim (1577-1625).
- Julio Augusto, Abad de Michaelstein (1578-1617).
- Eduviges (1580-1657), desposó al duque Otón III de Brunswick-Harburg y hermano de Cristóbal.